# Santo Volto di Gesù
Santo Volto di Gesù é uma igreja de Roma localizada na Via della Magliana, no quartiere Portuense. É dedicada à Santa Face de Jesus.

## História
Esta igreja é um dos mais importantes exemplos de arquitetura moderna religiosa em Roma, comparável a outras igrejas contemporâneas como Dio Padre Misericordioso, de Richard Meier, e San Francesco di Sales, de Lucrezio Carbonara, ambas no quartiere Alessandrino. Construída com base num projeto dos arquitetos Piero Sartogo e Nathalie Grenon entre 2003 e 2006, foi inaugurada no sábado, 18 de março de 2006.

## Descrição
Diversos artistas contemporâneos importantes, entre os quais Mimmo Paladino, responsável pela Via Crúcis em cerâmica esmaltada, Eliseo Mattiacci, autor da grande cruz externa, Carla Accardi, que criou um vitral de conteúdo abstrato para separar a capela do Santíssimo Sacramento do recinto litúrgico e Chiara Dynys, autora de um conjunto de esculturas baseado numa frase de Santo Agostinho, contribuíram na decoração desta igreja.
Algumas das características de Santo Volto são uma grande semi-cúpula que está assentada diretamente na estrutura do edifício e não num tambor, um desenho típico das grandes mesquitas muçulmana, uma grande roseta com vitrais que ilumina o interior e um amplo parvis (a área consagrada em frente da fachada) em forma de "V" em cujo vértice está colocada a cruz de Mattiacci.
A igreja é sede de uma paróquia criada com o nome de San Massimiliano Kolbe em 28 de outubro de 1985 através de um decreto do cardeal-vigário Ugo Poletti. Ela foi rebatizada com o nome atual em 14 de fevereiro de 2001 através de um decreto do cardeal-vigário Camillo Ruini.